# Robico
Robico（日语：ろびこ，10月8日—），日本女性漫畫家。出身於鹿兒島縣。A型血。她的作品主要在講談社的旗下雜誌《Dessert》連載。

## 人物簡介
專科學校畢業之後，在朋友的建議下持續投稿到漫畫出版社，加上本身很喜歡繪畫，但是本人而言最拿手的是漫畫。
2005年，在講談社的旗下雜誌《Dessert》5月號發表短篇作品「。」，從此正式出道。2008年至2013年同樣在《Dessert》連載《鄰座的怪同學》。後同名作品因銷售量超過400萬部決定製作電視動畫播出。
2020年，《我與你的重要談話》榮獲第44屆講談社漫畫獎少女部門。

## 作品列表

### 漫畫
未標示出版社的作品由講談社發行，《KC Dessert》刊載。
連載
- （《Dessert》2007年2月號[5]－2008年8月號[6]，全2冊）
- 鄰座的怪同學（《Dessert》2008年10月號－2014年1月號，全13冊、愛藏版全7冊）東立出版社
- 我與你的重要談話（《Dessert》2015年10月號[7][8]－2020年2月號[9]，全7冊）

短篇集
- 。 ※出道作品，之後收錄在短篇集《彼女》。
- 彼女（2006年9月13日發行[10]）
- （2007年4月13日發行[11]）

#### 未收錄短篇
- SKIP！山田同學[12][13]（原作：大場鶇，集英社《週刊Young Jump》2014年23號）
- Wash me Hug me！[14]（《Dessert》2020年11月號）

### 其它
- 我不受歡迎，怎麼想都是你們的錯！（電視動畫第12話片尾插圖）
- 偽戀（電視動畫第7話背景插圖）
- 山田君與7人魔女（電視動畫第9話片尾插圖）
- 後空翻少年!!（人物原案）[15]

## 外部連結
- Robico的X（前Twitter） （日語）
- （日語）－Ribico的官方個人網站。
- Robico的Instagram帳戶 （日語）
- Robico的Facebook專頁 （日語）
- （日語）